# O Paiz
O Paiz (en español: "El País") fue un periódico matutino publicado en Río de Janeiro, Brasil, entre el 1 de octubre de 1884 hasta la Revolución de 1930 y una breve reaparición en 1934. Estuvo fuertemente asociado con los movimientos por el término de la monarquía brasileña, el abolicionismo y el republicanismo.
Su sede se ubicó en el número 63 de la rua do Ouvidor en Río de Janeiro. Uno de sus principales directores fue Rui Barbosa quien inició en el tiempo cuando el portugués João José dos Reis Júnior fue dueño del mismo y se mantuvo en el cargo con diferentes dueños y administraciones. Bajo su dirección, el periódico fue marcadamente parcial con los gobiernos de turno durante toda la República Velha.